# Acacia retinoides
Acacia retinoides é uma espécie de leguminosa do gênero Acacia, pertencente à família Fabaceae.